# Amietophrynus vittatus
Amietophrynus vittatus е вид земноводно от семейство Крастави жаби (Bufonidae).

## Разпространение
Видът е разпространен в Уганда.